# خلدون إبراهيم
خلدون إبراهيم، من مواليد 16 يونيو 1987 في العراق، لاعب كرة قدم عراقي.
و قد كان يلعب مع نادي الزوراء، وفي عام 2006 انتقل إلى نادي ميس كرمان الإيراني.
و هو يلعب مع منتخب العراق لكرة القدم، وقد كان مع المنتخب الفائز في كأس آسيا 2007.
يلعب حاليا ضمن نادي أربيل الرياضي
يمتاز هذا اللاعب بالسرعة والقوة والتسديد من بعيد

## روابط خارجية
- خلدون إبراهيم على موقع الاتحاد الدولي (مؤرشف)  (الإنجليزية)
- خلدون إبراهيم على موقع قاعدة بيانات كرة القدم.إي يو (الإنجليزية)
- خلدون إبراهيم على موقع ناشيونال فوتبول تيمز (الإنجليزية)
- خلدون إبراهيم على موقع Soccerway.com (الإنجليزية)